# Jincheng (kejsarinna)
Jincheng, död 739, var en tibetansk kejsarinna och kinesisk prinsessa, gift med kejsar Mé Aktsom (regerade 705–755).
Hon agerade som diplomatisk medlare mellan Tibet och Kina. 